# Ford Model TT
Le Ford Model TT est un camion fabriqué par Ford. Il était basé sur la Ford T, mais avec un châssis et un essieu arrière plus lourds, ce qui lui donnait une cote de 1 tonne courte (0,91 tonne).

## Production
Lors de sa première production en 1917, le Model TT était vendu comme simple châssis, l'acheteur fournissant une carrosserie. Le prix était de 600 $. À partir de 1924, le camion était disponible avec une carrosserie fabriquée d'usine. En 1926, le prix était tombé à 325 $. En 1925, un essuie-glace manuel a été ajouté.
Vous trouverez ci-dessous le nombre de Model T camions produits chaque année, sans compter la production canadienne.
| Année | Production |
| ----- | ---------- |
| 1917  | 3          |
| 1918  | 41,105     |
| 1919  | 70,816     |
| 1920  | 53,787     |
| 1921  | 64,796     |
| 1922  | 154 039    |
| 1923  | 246 817    |
| 1924  | 259 118    |
| 1925  | 306 434    |
| 1926  | 213,914    |
| 1927  | 74,335     |

## Transmission
L'essieu arrière du TT avait une vis sans fin et une couronne, contrairement à la couronne et au pignon de la Model T. La vis sans fin était située à l'extrémité de l'arbre d'entraînement et au-dessus de la couronne. L'empattement du Model TT était de 125 pouces (3175 mm), contre 100 pouces (2540 mm) pour la Model T. Il était souvent équipé d'une boîte de vitesses auxiliaire, comme les boîtes de vitesses Ruckstell ou Jumbo, qui permettaient au camion d'avoir des rapports intermédiaires entre bas et haut, utiles pour grimper une colline.
Le Model TT était très durable pour l'époque, mais lent par rapport aux autres camions. Avec un engrenage standard, une vitesse ne dépassant pas 24 km/h était recommandée, et avec un engrenage spécial, une vitesse ne dépassant pas 35 km/h était recommandée. Le rapport d'engrenage à vis sans fin standard était de 7,25:1 et un engrenage spécial donnait un rapport de 5,17:1. Pour cette raison, les catalogues d'accessoires proposaient des articles pour aider à donner plus de puissance au Model TT.
Il a été remplacé par le camion Ford Model AA en 1928.